# St. Martin's Press
St. Martin's Press é uma editora sediada no arranha-céu Flatiron Building em Nova Iorque. É considerado uma das maiores editoras de língua inglesa, trazendo ao público cerca de 700 títulos por ano em menos de oito marcas.

## Impressões
- St. Martin's Press (títulos principais e bestseller)
- St. Martin's True Crime Library (Livros de bolsos de investigações não ficcionais)
- St. Martin's Griffin (Livros de bolsos, incluindo romances)
- Minotaur (Mistério, suspense e terror)
- Picador (Livros da especialidade)
- Thomas Dunne Books (suspense e títulos principais)
- Tor Books, ficção científica, adquirida em 1986
- Truman Talley Books (empresariais e livros específicos.)